# Rote Kuhschelle
Die Rote Kuhschelle (Pulsatilla rubra), auch Rote Küchenschelle genannt, ist eine Pflanzenart aus der Gattung der Kuhschellen (Pulsatilla) innerhalb der Familie der Hahnenfußgewächse (Ranunculaceae). Sie kommt nur in Teilen Frankreichs sowie Spaniens und in der Schweiz vor.

## Beschreibung

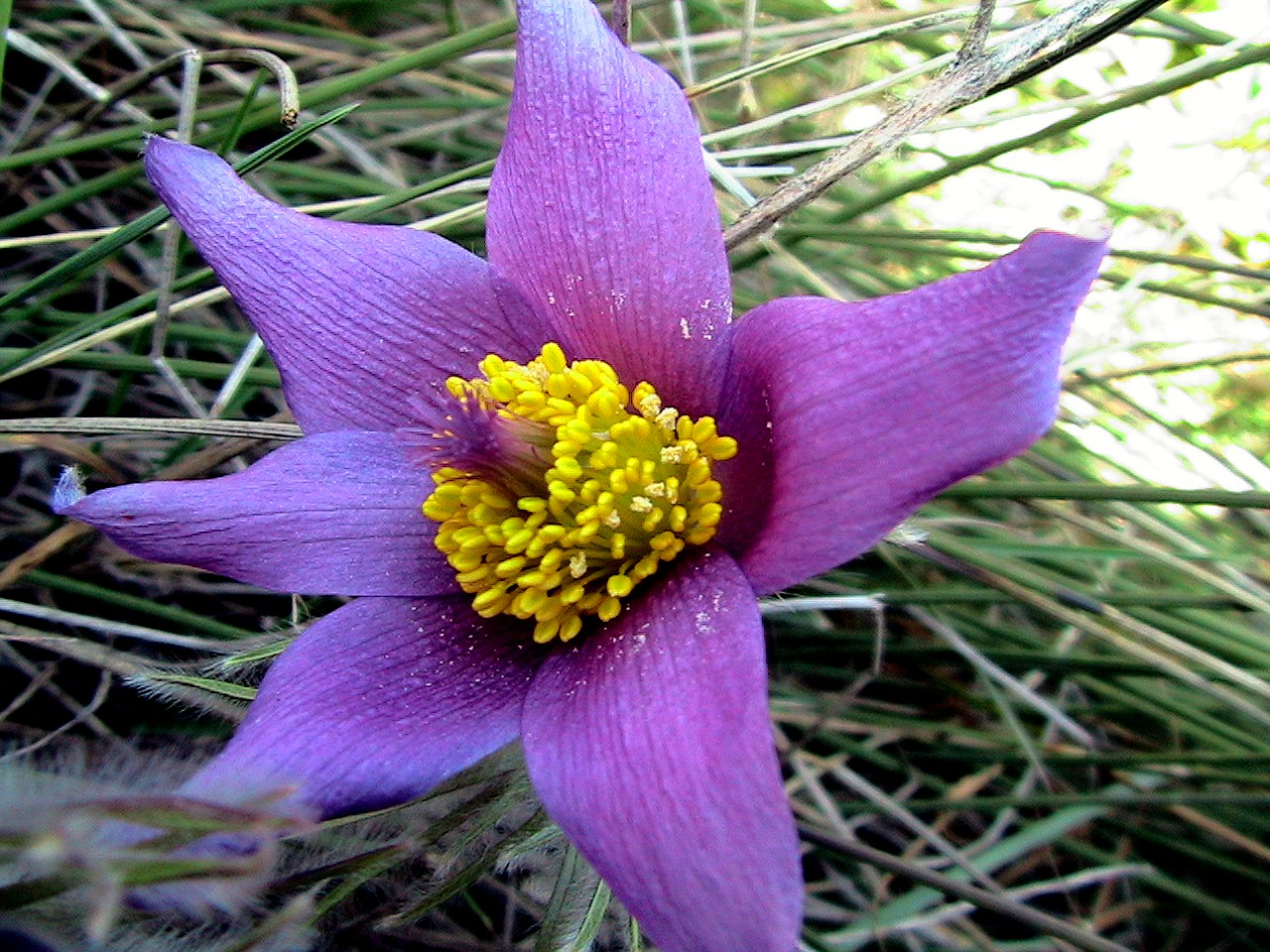
Blüte im Detail

### Vegetative Merkmale
Die Rote Kuhschelle ist eine mehrjährige krautige Pflanze, die Wuchshöhen von 20 bis 30 Zentimetern erreicht. Ihr schräg wachsendes Rhizom ist verdickt. Die oberirdischen Pflanzenteile sind filzig behaart.
Die mindestens zweifach fiederschnittigen Laubblätter besitzen zahlreiche feine Zipfel, die Grundblätter sind nicht dauerhaft.

### Generative Merkmale
Die Blütezeit reicht von April bis Juni. Der Blütenstiel steht aufrecht.
Die zwittrige Blüte ist radiärsymmetrisch. Die Blütenhüllblätter sind kurz eingeschnitten, lanzettlich und auf ihrer Innenseite dunkel rotviolett.
Die Chromosomenzahl beträgt 2n = 32.

## Vorkommen
Pulsatilla rubra kommt in Zentral- und Südfrankreich sowie Nord- und Ostspanien und in der Schweiz vor. Sie kommt in Höhenlagen zwischen 400 und 1500 Meter vor, die Pflanzen bevorzugen saure Böden.
Die ökologischen Zeigerwerte nach Landolt et al. 2010 sind in der Schweiz: Feuchtezahl F = 1+ (trocken), Lichtzahl L = 4 (hell), Reaktionszahl R = 4 (neutral bis basisch), Temperaturzahl T = 4 (kollin), Nährstoffzahl N = 2 (nährstoffarm), Kontinentalitätszahl K = 5 (kontinental).

## Systematik
Die Neukombination zu Pulsatilla rubra (L.) Delarbre erfolgte 1800 durch Antoine Delarbre in Fl. Auvergne, 2. Auflage, S. 553. 
Im Atlas florae europaeae wurden 1989 zwei Unterarten verzeichnet:
- Pulsatilla rubra subsp. hispanica Zimm. ex Aichele & Schwegler: Sie kommt überwiegend in Spanien, aber auch im grenznahen Frankreich vor.
- Pulsatilla rubra (L.) Delarbre subsp. rubra: Sie kommt nur in Frankreich und in der Schweiz (St. Triphon)[3] vor.

## Nachweise
1. 1 2 3 4  
Manuel Laínz Gallo: Pulsatilla In: Santiago Castroviejo et al. (Hrsg.): Flora Iberica. Plantas vasculares de la Península Ibérica e Islas Baleares. Vol. XXXVI (Ranunculaceae. Tomo 1) - Madrid: Real Jardín Botánico, C.S.I.C., Online, 296 kB
2. ↑  Flora Europaea, Online
3. 1 2  
Pulsatilla rubra Delarbre In: Info Flora, dem nationalen Daten- und Informationszentrum der Schweizer Flora. Abgerufen am 29. März 2022.
4. ↑  Jaakko Jalas, Juha Suominen: Atlas florae europaeae. Band 8: Nymphaeaceae to Ranunculaceae, Helsinki 1989, ISBN 951-9108-07-6. S. 95.